# Almir dos Santos
Almir dos Santos (Brasil, 4 de septiembre de 1993) es un atleta brasileño, especialista en la prueba de triple salto en la que llegó a ser subcampeón mundial en 2018.

## Carrera deportiva
En el Campeonato Mundial de Atletismo en Pista Cubierta de 2018 celebrado en Birmingham ganó la medalla de plata en el triple salto, con un salto de 17.41 metros que fue su mejor marca personal, quedando por detrás del estadounidense Will Claye (oro con 17.43 metros) y por delante del portugués Nelson Évora (bronce con 17.40 metros).